# Catedral de San Vigilio
La Catedral de San Vigilio ("Cattedrale di San Vigilio") más conocida como "Duomo" o "Cattedrale di Trento" es una catedral en la ciudad italiana de Trento, en el Trentino-Alto Adigio. Está dedicada a San Vigilio, patrón de la ciudad.

## Historia

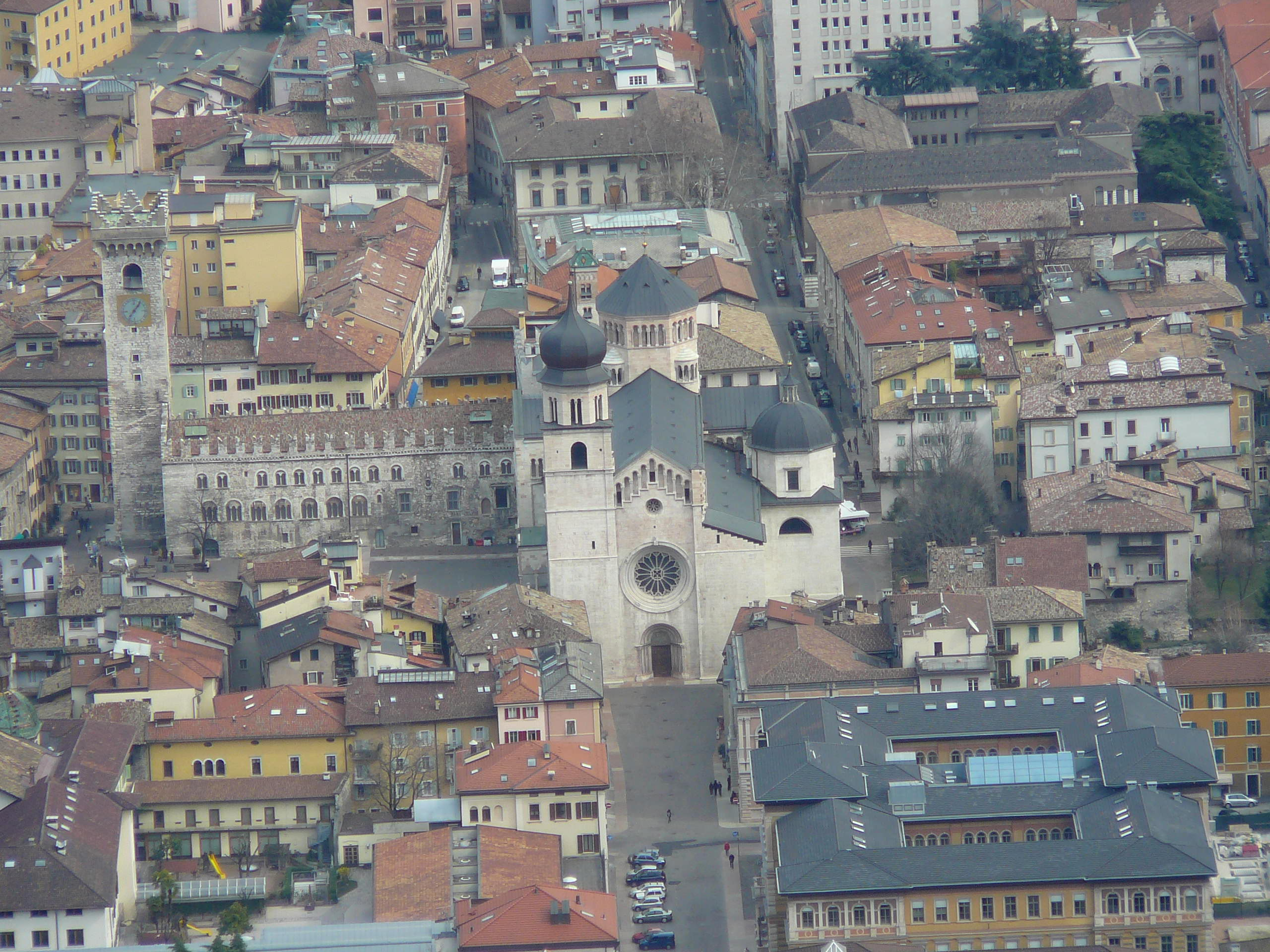
Vista aérea del "Duomo" o "Catedral de Trento", escenario del concilio tridentino.

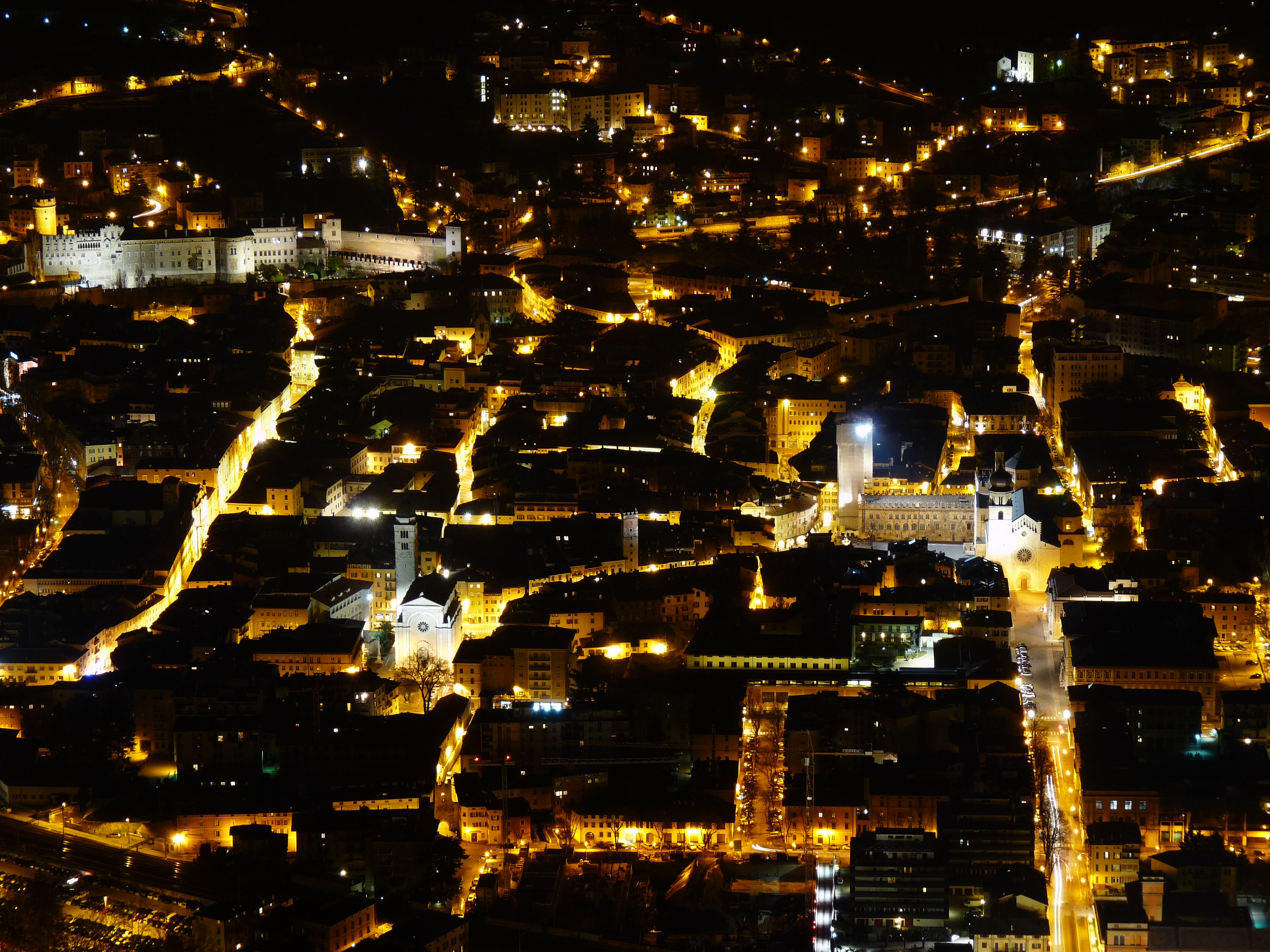
Vista desde Sardagna durante la noche de la Catedral de Trento y al fondo a la izquierda se puede apreciar el castillo de Trento.

Es un imponente edificio románico-gótico construido entre los siglos XII-XIII. Le acompaña un campanario erigido en el siglo XVI. Hay monumentos funerarios y restos de los frescos de los siglos XII y XV en los brazos del crucero. En la cripta quedan restos de la basílica paleocristiana del siglo VI y de la posterior reestructuración durante los siglos IX y XII.
Cobró gran importancia durante el Concilio de Trento celebrado entre 1545 y 1563, donde se apoyó la Contrarreforma. Era la época de los príncipes-obispos, como Cristoforo Madruzzo

## Véase también

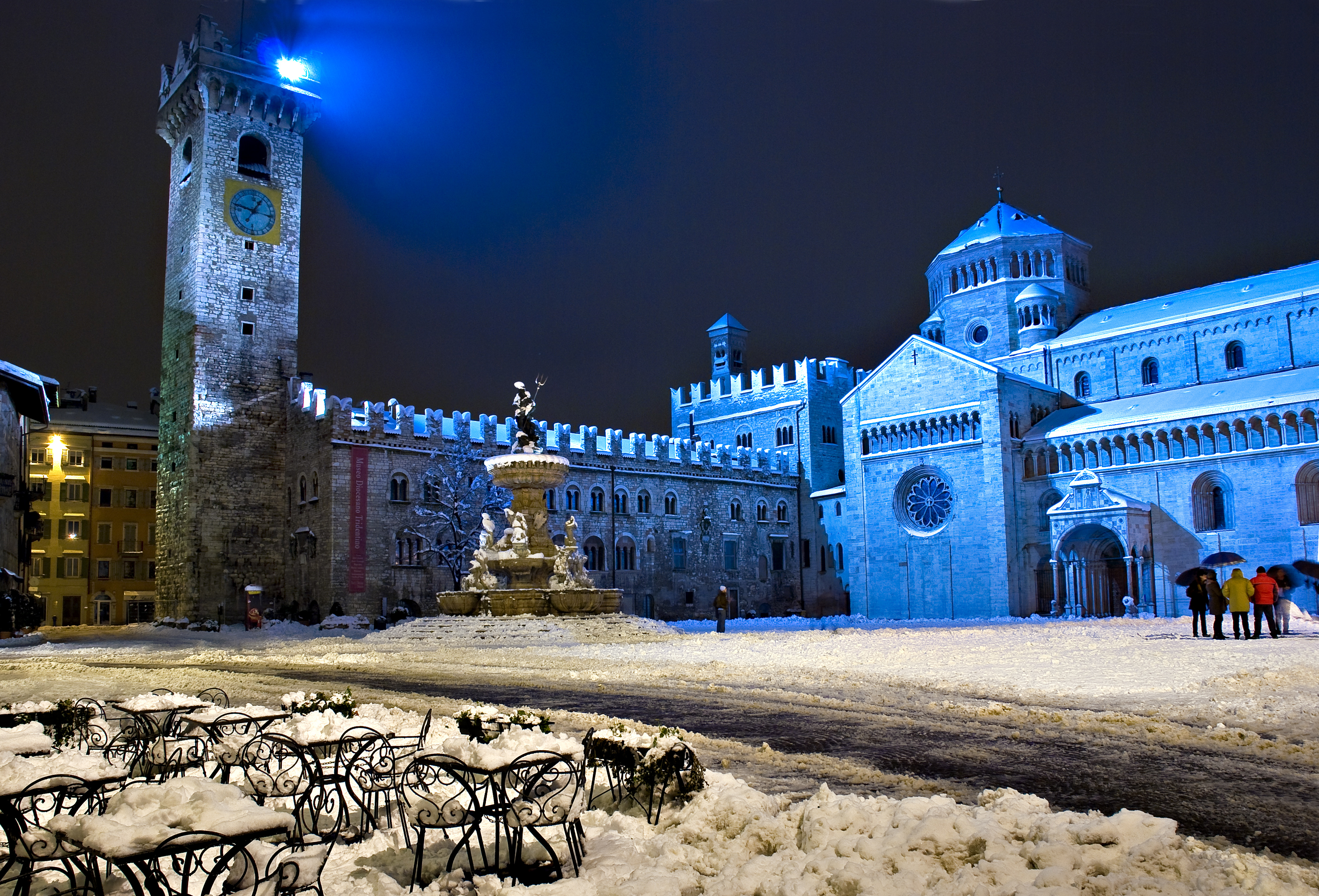
La catedral, en piazza Duomo, en invierno